# قرارگاه عاشورا
قرارگاه عاشورا یکی از قرارگاه‌های ده‌گانه نیروی زمینی سپاه پاسداران به فرماندهی جلیل بابازاده است، که در مردادماه ۱۴۰۰ جانشین محمدتقی اصانلو شد. این قرارگاه فرماندهی سپاه‌های استانی عاشورای آذربایجان شرقی، انصار المهدی زنجان و عباس اردبیل را برعهده دارد. مهم‌ترین یگان‌های تحت امر این قرارگاه لشکر ۳۱ عاشورا، تیپ ۳۶ انصارالمهدی و تیپ ۳۷ حضرت عباس می‌باشند.